# منظمة الطيران المدني الدولي

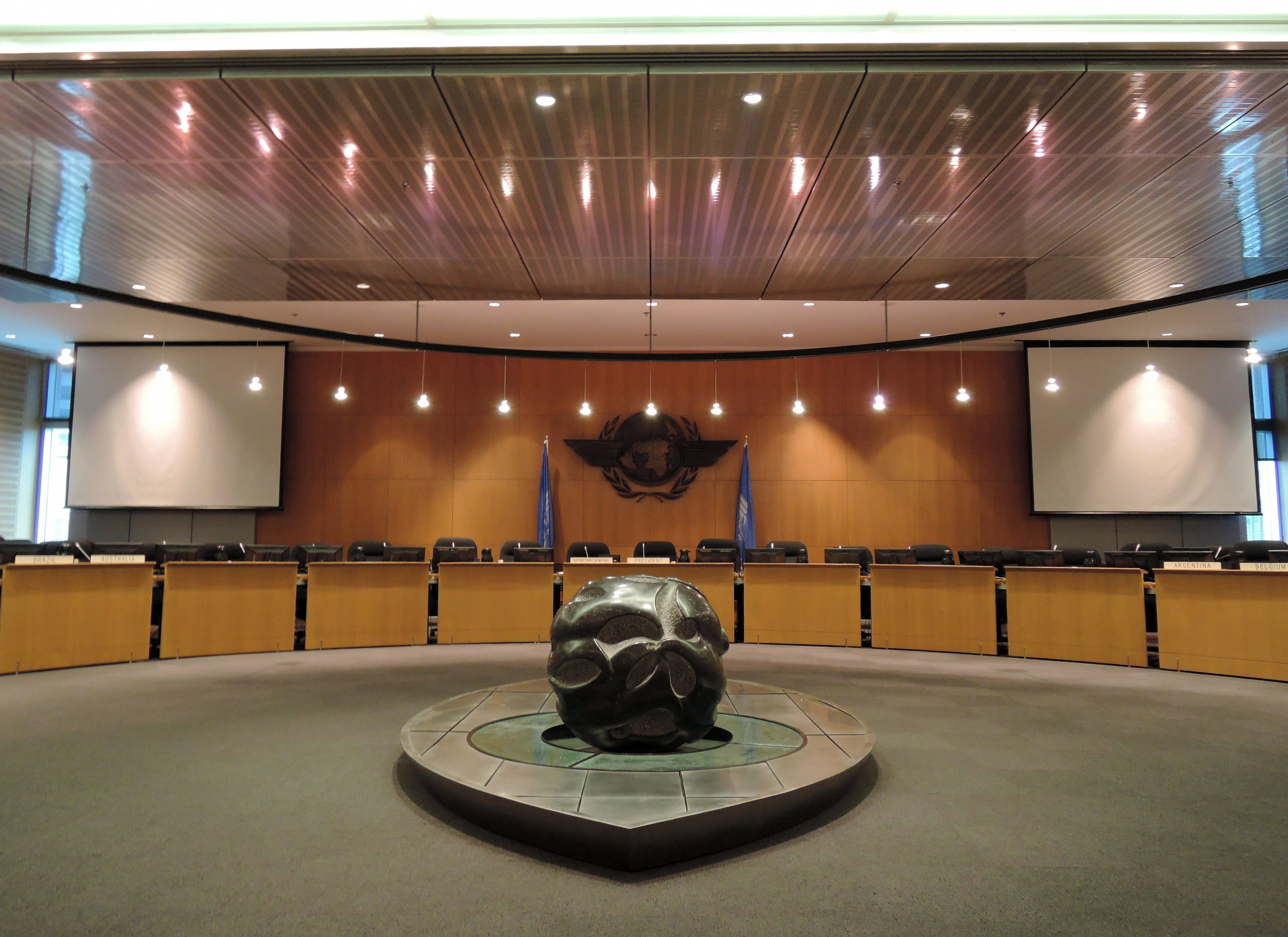
قاعة مجلس منظمة الطيران المدني الدولي (يوليو 2013)

منظمة الطيران المدني الدولي (إيكاو - ICAO)، أُسِّست في 4 أبريل 1947، هي إحدى منظمات الأمم المتحدة، يقع مقر المنظمة الرئيسي في القسم الدولي في مدينة مونتريال الكندية. مهمتها هي تطوير أسس أو تقنيات الملاحة الجوية والتخطيط لها. والعمل على تطوير صناعة النقل الجوي لضمان أمنها وسلامتها ونموها.

ICAO هو رمز لجميع المطارات حول العالم ويتكون من أربعة حروف إنجليزية، الرمز اختصار لـ منظمة الطيران المدني الدولي (International Civil Aviation Organization). تقوم المنظمة بتنظيم عمليات الملاحة بين الدول وعمليات عبور الحدود وتسهيلها ومنع المخالفات وهي التي تعرف وتضع أنظمة التحقيق في الحوادث الجوية.

## الخلفية

### القرن العشرين
تُعد اللجنة الدولية للملاحة الجوية (إيكان) السلف لمنظمة الطيران المدني الدولي (إيكاو). عقدت أول مؤتمر لها في عام 1903 في برلين، ألمانيا، لكن لم يتم التوصل إلى أية اتفاقات بين الدول الثماني المشاركة. في المؤتمر الثاني في عام 1906، الذي عقد أيضًا في برلين، حضر مبعوثون من سبع وعشرين دولة. أما في المؤتمر الثالث، الذي عقد في لندن عام 1912، فقد تم تخصيص أول رموز النداء لاستخدامها من قِبَل الطائرات. واصلت لجنة إيكان عملها حتى عام 1945.
تم التوقيع على اتفاقية الطيران المدني الدولي، المعروفة أيضًا باسم اتفاقية شيكاغو، من قِبَل 52 دولة في شيكاغو في 7 ديسمبر عام 1944. بموجب أحكام هذه الاتفاقية، تم إنشاء منظمة دولية مؤقتة للطيران المدني، لتحل محلها منظمة دائمة عندما يصدق ستة وعشرون بلدًا على الاتفاقية. بدأت منظمة بيكاو العمل في 6 يونيو عام 1945، لتحل محل لجنة إيكان. صدَّق البلد السادس والعشرون على الاتفاقية في 5 مارس عام 1947، وبالتالي، أُبطل عمل منظمة الطيران المدني الدولي في 4 أبريل عام 1947 لتحل محلها منظمة الطيران المدني الدولي التي بدأت عملياتها في اليوم نفسه.
في أكتوبر عام 1947، أصبحت منظمة الطيران المدني الدولي وكالةً تابعة للأمم المتحدة ومجلسها الاقتصادي والاجتماعي (إي سي أو إس أو سي).

### القرن الواحد والعشرين
في أبريل عام 2013، عرضت قطر العمل في مقعد دائم جديد في المنظمة. وعدت قطر ببناء مقر جديد ضخم لمنظمة الطيران المدني الدولي وتغطية جميع نفقات النقل، مشيرةً إلى أن مونتريال «بعيدة جدًا عن أوروبا وآسيا، بالإضافة إلى شتائها البارد» إذ كان من الصعب الحضور إلى هناك بسبب بطء الحكومة الكندية في إصدار التأشيرات، إلى جانب أن الضرائب التي فرضتها كندا على المنظمة كانت باهظة جدًا. وفقًا لصحيفة ذا غلوب آند ميل، كانت دعوة قطر مدفوعة، جزئيًا على الأقل، بالسياسة الخارجية الموالية لإسرائيل التي يتبناها رئيس الوزراء الكندي ستيفن هاربر.
بعد شهر تقريبًا، سحبت قطر دعوتها بعد هزيمة اقتراح منفصل لمجلس إدارة منظمة الطيران المدني الدولي بنقل مؤتمر منظمة الطيران المدني الدولي الذي يعقد كل ثلاث سنوات إلى الدوحة بأغلبية 22 صوتًا مقابل 14.

#### قضية تايوان
في يناير عام 2020، حظرت منظمة إيكاو العديد من مستخدمي تويتر، بما في ذلك محللي منظمة مجمع التفكير وموظفي الكونغرس الأمريكي والصحفيين، الذين ذكروا تايوان في تغريدات تتعلق بالمنظمة. كانت العديد من التغريدات مرتبطة بجائحة فيروس كورونا واستبعاد تايوان من نشرات السلامة والصحة الصادرة عن منظمة إيكاو بسبب ضغوط من الصين. ردًا على ذلك، أصدرت منظمة الطيران المدني الدولي تغريدة تفيد بأن ناشري «المواد غير ذات الصلة والمعرضة للشبهة والمسيئة» سيتم «استبعادهم».
منذ ذلك الإجراء، اتبعت المنظمة سياسة حظر أي شخص يسأل عن الموضوع.
انتقدت لجنة الشؤون الخارجية لمجلس النواب الأمريكي بشدة فشل منظمة الطيران المدني الدولي المدرك في دعم مبادئ الإنصاف والشمولية والشفافية من خلال قمع الأصوات المعارضة غير المخلة بالنظام. انتقد السناتور ماركو روبيو هذه الخطوة أيضًا. انتقدت وزارة الخارجية في تايوان (إم أو إف إيه) والمشرعون التايوانيون هذه الخطوة إذ نشر رئيس وزارة الخارجية جوشيه جوزيف وو تغريدة على تويتر يدعم فيها أولئك الذين تم حظرهم.
في يناير عام 2020، رفض أنتوني فيلبين، رئيس الاتصالات في مكتب الأمانة العامة لمنظمة الطيران المدني الدولي، الانتقادات الموجهة إلى تعامل المنظمة مع الوضع قائلًا: «لقد كنا على حق تام في اتخاذ الخطوات تلك لحماية سلامة المعلومات والمناقشات التي يتوقع متابعينا الحصول عليها من خلاصاتنا». في خضم التبادلات مع شبكة الطيران الدولية، رفضت الفلبين الاعتراف بوجود تايوان.
في 1 فبراير عام 2020، أصدرت وزارة الخارجية الأمريكية بيانًا صحفيًا وجهت فيه انتقادات حادة لتصرفات منظمة الطيران المدني الدولي، واصفةً إياها بأنها «مشينة وغير مقبولة ولا تليق بمنظمة تابعة للأمم المتحدة».

## رمزا إيكاو وإياتا
يعتمد كل من إيكاو و إياتا على رموز مختلفة للتعامل مع المطارات وأسماء شركات الطيران. فعلى سبيل المثال، تستعمل إيكاو 4 أحرف تكون رموز المطارات و 3 أحرف كرموز لشركات الطيران. ففي الولايات المتحدة رمز الإيكاو هو رمز إياتا، مع إضافة حرف 'K' أول الرمز:LAX -> KLAX. تستعمل كندا أيضاً نفس الأسلوب، ولكن مع إضافة حرف 'C' أول الرمز :YEG -> CYEG. في بقية دول العالم كلا الرمزين لا تربط بينهما علاقة، حيث تستعمل رموز إياتا في الاتصالات، بينما رموز الإيكاو في تحديد المواقع. على سبيل المثال رمز إيكاو لـمطار باريس شارل ديغول الدولي هو LFPG بينما رمز الإياتا هو CDG.

## الأنشطة
حتى أبريل 2019، كانت منظمة الإيكاو تضم 193 عضواً. ويمثلها 7 مكاتب إقليمية منتشرة في كل من بانكوك وداكار والقاهرة وليما ومكسيكو ونيروبي وباريس. تنتخب الهيئة العامة كل 3 سنوات مجلساً يضم ممثلي 36 دولة، ويَدعم من قبل لجنة فنية (لجنة الملاحة الجوية) وتتكون من 19 عضواً، ويتم اختيارهم حسب حرفيتهم. تَكون الأمانة العامة 5 أقسام، وهي (الملاحة الجوية والنقل الجوي والتعاون التقني والمهمات القانونية والإدارة)

## مسؤولو المنظمة

### رؤساء المجلس
- إدوارد وارنر (الولايات المتحدة) 1947 - 1957.
- والتر بيناغي (الأرجنتين) 1957 - 1976.
- أسعد قطيط (لبنان) 1976 - 2006.
- روبرتو كوبيه كونزاليس (المكسيك) منذ 1 أغسطس 2006.

### الأمناء العامون
- ألبرت روبر (فرنسا) (1944–1951)
- كارل ليونجبرج (السويد) (1952–1959)
- رونالد ماكأليستر ماكدونيل (كندا) (1959–1964)
- برناردوس تيلمان تويغت (هولاندا) (1964–1970)
- أسعد قطيط (لبنان) (1970–1976)
- إيف لامبرت (فرنسا) (1976–1988)
- شفندر سينغه سيدهو (الهند) (1988–1991)
- فيليب روشا (سويسرا) (1991–1997)
- ريناتو كلاوديو كوستا بيريرا (البرازيل) (1997–2003)
- الطيب شريف (الجزائر) (2003–2009)
- ريمون بنيامين (فرنسا) (2009– 2015)
- فانغ ليو (الصين) (2015-2018)
- خوان كارلوس سالازار غوميز (كولومبيا) (2018-الآن).